# Iris²
Iris² (Infrastructure for Resilience, Interconnectivity and Security by Satellite) är ett europeiskt projekt för satellitkommunikation initierat av EU för att stärka Europas digitala suveränitet och säkerhet.
Europeiska rymdorganisationen (ESA) ansvarar för utveckling och utbyggnad av systemet, som är utformat för att ge krypterad och pålitlig kommunikation för myndigheter, militära operationer och kritisk infrastruktur, samtidigt som det kan stödja kommersiella tjänster.
Genom en konstellation av satelliter i låg omloppsbana ska Iris² erbjuda robust anslutning även i avlägsna områden, och minska Europas beroende av icke-europeiska leverantörer som Starlink.